# Świat zabawy (film 2000)
Świat zabawy (ang. The House of Mirth) – brytyjski film Terence’a Daviesa, na motywach powieści Edith Wharton z roku 1905 pod tym samym tytułem.

## Fabuła
Główną bohaterką jest młoda dziewczyna Lily Bart z podupadłego rodu arystokratycznego, walcząca o utrzymanie swojej pozycji towarzyskiej w tytułowym „świecie zabawy” – luksusowym i beztroskim, eleganckim i bezwzględnym, a zarazem o osobistą godność.

## Obsada
- Gillian Anderson – Lily Bart
- Dan Aykroyd – Gus Trenor
- Anthony LaPaglia – Sim Rosedale
- Laura Linney – Bertha Dorset
- Eric Stoltz – Lawrence Selden
- Terry Kinney – George Dorset
- Eleanor Bron – Julia Peniston
- Jodhi May – Grace Stepney
- Elizabeth McGovern – Carry Fisher
- Penny Downie – Judy Trenor
- Pearce Quigley – Percy Gryce
- Lorelei King – pani Hatch
- Morag Siller – Mary Lee
- Piper Maru Anderson – dziewczynka

i inni